# 南安镇 (大余县)
南安镇，是中华人民共和国江西省赣州市大余县下辖的一个乡镇级行政单位。

## 行政区划
南安镇下辖以下地区：
余西街社区、北门河街社区、余东街社区、石桥下街社区、东山街社区、建桂街社区、五里山社区、总隆口社区、荡坪社区、新民村、新安村、花园村、新珠村、新余村、东山村、建设村、新华村和梅山村。